# Rueda del Año

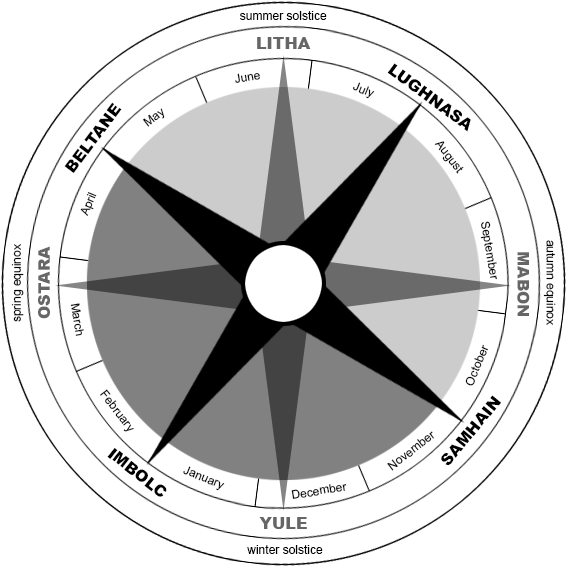
La Rueda del Año en el hemisferio norte. Los paganos en el hemisferio sur avanzan estos días seis meses para que coincidan con sus estaciones.

La rueda del año es un calendario usado en la Wicca y otras religiones neopaganas para marcar y celebrar el ciclo de las estaciones. Este ciclo consiste de ocho festivales llamados sabbats. Según el paganismo, la rueda del año se refleja en las vidas de las personas: nacimiento, crecimiento, declinación y muerte.
En la religión wicca y otras religiones paganas de la naturaleza los procesos naturales son vistos como un ciclo continuo. El paso del tiempo es también visto como cíclico y es representado por una rueda o un círculo. La evolución de nacimiento, vida, declinación y muerte, como se experimenta en la vida humana, se repite en la progresión de las estaciones. Los wiccanos usan la vida, muerte y renacimiento del Dios y la fertilidad de la Diosa para explicar la evolución de las estaciones y la rueda del año.

## Los ocho festivales
Los wiccanos y seguidores de otras religiones neopaganas observan ocho festivales anuales usualmente llamados «sabbats». Cuatro de estas celebraciones caen en los solsticios y los equinoccios y son conocidos como «sabbats menores»; los otros cuatro caen (aproximadamente) a medio camino entre los primeros cuatro y son llamados «sabbats mayores». Los sabbats menores están basados en términos generales en antiguos festivales germánicos; los llamados sabbats mayores son inspirados en festivales gaélico. 
Sin embargo, las interpretaciones modernas varían y algunos grupos wiccanos pueden celebrar y conceptualizar estos festivales de diferentes maneras. Los ocho sabbats son diferentes de los "esbats". Estos últimos son fiestas de la Luna que pueden celebrarse en Luna nueva o llena.
La fiesta de Samhain es la fiesta del fin de año wiccano, es la fiesta en el que el velo del mundo espiritual se une con el mundo físico, se festeja en la fecha del 31 de octubre en el hemisferio norte y el 1 de mayo en el hemisferio sur.

## Fechas de los Festivales
- Samhain (Última Cosecha, Noche Ancestral, Fiesta de los Muertos, Halloween) - 31 de octubre (1 de mayo en el hemisferio sur).
- Yule (Alban Arthan, Solsticio de Invierno) - 21 de diciembre (21 de junio en el hemisferio sur).
- Imbolc (Día de Brígida, Candelaria) - 1 de febrero (1 de agosto en el hemisferio sur).
- Ostara (Albar Eilir, Equinoccio de Primavera, Festival de los Árboles) - 21 de marzo (21 de septiembre en el hemisferio sur).
- Beltane (celebración de la sexualidad y fertilidad) - (día de mayo) 1 de mayo (31 de octubre en el hemisferio sur).
- Litha (Alban Heruin, Coamhain, Solsticio de Verano) - 21 de junio (21 de diciembre en el hemisferio sur).
- Lughnasadh (Lammas, Primera Cosecha, Festival de las Primeras Frutas) - 1 de agosto (1 de febrero en el hemisferio sur).
- Mabon (Alban Elfed, Herfest, Segunda Cosecha, Equinoccio de Otoño) - 21 de septiembre (21 de marzo en el hemisferio sur).

## Orígenes
Las festividades de la Rueda del Año toman sus nombres de festivales religiosos célticos y germánicos precristianos. Sin embargo, existe una gran libertad en las formas y significados de los festivales, en parte a los elementos introducidos por la Wicca así como a otras influencias. La similitud entre estos festivales generalmente termina con el nombre en común.
La Rueda del Año, tal y como la conocemos, es una creación / adaptación de algunos festivales celtas de los que se tiene conocimiento arqueológico y otros festejos nombrados por Gerald Gardner y algunos de sus colaboradores y compañeros de akelarre.

## Etimología
Mientras muchos de estos nombres derivan de antiguos festivales, los nombres Litha y Mabon, que se han hecho populares en la Wicca practicada en Estados Unidos, fueron inventados por Aidan Kelly en los años setenta. La palabra "sabbat" deriva del inglés antiguo sabat, el francés antiguo sabbat, el latín sabbatum, el griego sabbaton (o sa'baton) y el hebreo shabbat que significa "descansar".

## Narraciones
Entre los wiccanos, la narración más común de la Rueda del Año es la dualidad del Dios y la Diosa. En este ciclo, Dios nace de la Diosa en Yule, crece en poder en el equinoccio de primavera y la Diosa regresa a su aspecto de Doncella. En Beltane, el Dios corteja y fecunda a la Diosa. En Lughnasad, el Dios comienza a menguar su poder e influencia y muere o entra al inframundo en Samhain para renacer nuevamente de la Diosa en Yule la cual ya ha pasado de su aspecto de madre a anciana. Esta narración es equiparable a muchas narraciones de pueblos antiguos en las que se explica el proceso interminable de las estaciones. El Dios está aquí representado por el Sol y la Diosa por la Tierra.
Otra narración "solar" es la del "Oak King" y la del "Holly King", uno rigiendo el invierno y el otro el verano. En el solsticio de verano el "Oak king" (Rey Roble) está en el punto máximo de su fuerza, mientras el "Holly King" (Rey Acebo) está en el punto más frágil. El Rey Acebo comienza a ganar poder en el equinoccio de otoño adquiriendo su máximo poder durante el solsticio de invierno (Yule).

## Hemisferios
La Rueda del Año se origina en el hemisferio norte, por tanto muchos paganos del hemisferio sur ajustan estas fechas para que coincidan con las estaciones de ese hemisferio. Por tal razón, mientras en el hemisferio norte se celebra el sabbat de pleno verano, en el hemisferio sur celebran Yule (solsticio de invierno).

## Las Festividades del Sol y de la Luna
Los sabbats del Sol se refieren a los sabbats menores los cuales están basados en la posición astronómica del Sol. Los sabbats de la Luna pueden ser observados durante el plenilunio, típicamente al más cercano a la fecha del festival tradicional. Esto puede situar el sabbat lunar entre 29 a 59 días después del solsticio o equinoccio precedente.

## Los ochosabbatsrúnicos
La sacerdotisa Patricia Crowther sacó a la luz las runas brujas o wicca en su libro wiccano "La tapa del caldero", allí plasma los 8 Sabbats. Aunque, años más tarde junto al Coven de Gerald Gardner, descubrió 5 símbolos más en un antiguo manuscrito inglés. Por lo tanto las runas wicca aumentaron a 13 runas, representando las 13 lunaciones del año.